# 马岛歌百灵
马岛歌百灵（学名：Mirafra hova），是百灵科歌百灵属的一种，为马达加斯加的特有种。该物种的保护状况被评为无危。
马岛歌百灵的平均体重约为21.4克。栖息地包括干燥的稀树草原、亚热带或热带的（低地）干燥疏灌丛和亚热带或热带的（低地）干草原。